# Mandy Smith
Mandy Smith (* 17. Juli 1970 als Amanda Louise Smith in London) wurde in den 1980er Jahren unter ihrem Vornamen als Model und Sängerin bekannt.

## Leben
Smith sorgte zunächst für Schlagzeilen, als sie 14-jährig mit dem 33 Jahre älteren Bill Wyman ausging, den sie am 2. Juni 1989 heiratete. Die Ehe wurde aber nach zwei Jahren wieder geschieden. Ihre Zeit mit Wyman verarbeitete sie in der Autobiografie It’s All Over Now (1994).
Smith arbeitete als Fotomodell, bis sie 1986 einen Plattenvertrag erhielt und mit dem Produzententeam Stock Aitken Waterman ihr erstes Album Mandy aufnahm. Mit den Singles I Just Can’t Wait, Positive Reaction (1987), Boys and Girls und Victim of Pleasure (1988) schaffte sie vier Mal den Sprung in die deutschen Charts. In Großbritannien gelang ihr nie der Durchbruch, da sie von den Radio- und Fernsehstationen aufgrund des Skandals mit Wyman mehr oder weniger boykottiert wurde. Sehr erfolgreich hingegen war sie in weiten Teilen Europas, vor allem in Skandinavien, Italien, der Schweiz und Japan. Dennoch erschien bereits 1989 mit dem Human-League-Cover Don’t You Want Me Baby ihre letzte Single. Rund 20 Jahre nach der Erstveröffentlichung wurde das Album Mandy 2009 mit zahlreichen Bonus-Tracks auf CD wiederveröffentlicht; darunter die Original-Version von Got to Be Certain, 1988 ein großer Hit für Kylie Minogue.
Am 19. Juni 1993 heiratete sie den Fußballer Pat Van Den Hauwe. Auch diese Ehe wurde geschieden. Seit 2002 ist sie mit Ian Mosby verheiratet. Der gemeinsame Sohn wurde 2001 geboren.
Smith zog mit ihrem Sohn nach Manchester. Dort leitete sie mit ihrer Schwester Nicola die Marketingfirma Kiss PR.

## Diskografie

### Alben
- Mandy (1988)
- Mandy (Neuauflage inklusive bisher unveröffentlichter Bonustracks, 2009)

### Singles
- I Just Can’t Wait (1987)
- Positive Reaction (1987)
- Boys and Girls (1988)
- Say It’s Love (Love House) (Promo) (1988)
- Victim of Pleasure (1988)
- Don’t You Want Me Baby (1989)
- I Just Can’t Wait (’92 Remixes) (1992)
- I Just Can’t Wait (’95 Remixes) (1995)